# Albert Berški

Albert grof Berški (* Bruges, 20. oktober 1607 – † Grad Boxmeer, 17. julija 1656) je bil prvi sin cesarskega grofa Friderika VI. in France Ravenelske, gospe Rantignijske. 

## Biografija

### Prvi zakon
Albertu ob rojstvu še ni bilo usojeno, da postane grof Berghov. Ob smrti njegove babice, Marije Nassauske, so posest Berških razdelili med njena sinova Hermana in Friderika, kot je bilo določeno v njeni oporoki. Hermanova najpomembnejša posest je postala grofija Bergh, Friderik pa je kot najpomembnejšo dediščino prejel gospostvo Boxmeer.
22. avgusta 1610 je njegov stric Herman postal oče hčerke, ki so jo poimenovali Marija Elizabeta Klara Berška. Tri mesece kasneje sta se skupna starša odločila, da se bosta njuna otroka poročila, da bi ponovno združila posest Berških. Ta zakon je bil sklenjen 18. oktobra 1625 v nadvojvodski palači v Bruslju, kjer je Marija Elizabeta Klara odraščala na dvoru nadvojvodinje Izabele. Od leta 1621 do 1633 je bila guvernerka južne Nizozemske. Albert je bil na poročni dan star slabih osemnajst let, njegova nevesta petnajst.
Marijo Elizabeto Klaro so pripeljali na dvor v Bruslju, potem ko se je njena mati ponovno poročila leta 1612, leto po očetovi smrti. Kot edinka je ob očetovi smrti postala vladajoča grofica Berška, čeprav je bila takrat stara komaj eno leto. Alberta je doletela podobna usoda, ko mu je leta 1618 umrl oče . Še ni imel enajst let in postal je gospod Boxmeerški. Za skrbnika in regenta sta mu bila dodeljena njegova strica Henrik Berški in Floris Pallandtski. Floris je bil mož Katarine Berške, mlajše sestre njunih očetov in torej teta po zakonu. Leta 1625 sta Albert in njegova žena po njuni poroki lahko sama prevzela nadzor nad svojimi posestmi.
Že v tistem času zakonske zveze med bratranci in sestričnami ni bilo dovoljeno preprosto skleniti, zato je bilo potrebno papeževo dovoljenje. To je bilo pridobljeno leta 1620 , potem ko je uradnik Antwerpna (sodnik tamkajšnjega cerkvenega sodišča) izvedel preiskavo v imenu papeža Pavla V. Pred poroko leta 1625 je bila sestavljena uradna listina o dopustnosti poroke.
Do poroke je prejemal letno rento iz dohodka Diksmuide, flamskega gospostva, ki so ga njegovi starši kupili leta 1608 . Nato je svoj delež prenesel na svojo mamo (njegov oče je že umrl) kot nadomestilo za stroške, ki so nastali pri uživanju zakona. Od takrat naprej sta njegovi sestri Leonora in Ana Marija prejemali letno rento od Diksmuideja.
Albertova poroka z bratrancem ni smela trajati dolgo. Umrla je 7. januarja 1633 v starosti 22 let v Boxmeerju. V več kot sedmih letih z Albertom je rodila štiri mrtve otroke, njena smrt pa je bila posledica rojstva drugega mrtvega otroka. Nastale so razlike v mnenjih, kdo je umrl prvi: mati ali otrok. Če bi otrok umrl zadnji, bi bil dedič svoje matere, njegovo premoženje pa bi pripadlo očetu. Stric Henrik, nekdanji skrbnik in regent, ni mogel verjeti, da je otrok živel dlje od svoje matere. Torej, je razmišljal, je on zakoniti dedič. Navsezadnje je bil kot stric bolj povezan z nečakinjo kot Albert, ki je bil kot bratranec korak dlje od nje. Stric Henrik je prikladno pozabil, da so njegovi bratranci in sestrične med seboj poročeni.
Ko Albert ni popustil, je stric Henrik aprila 1633 s skupino vojakov vkorakal v 's-Heerenberg in oblegal njegovega bratranca na gradu Bergh. Henrik je mestnemu meščanstvu prepovedal, da bi na grad dostavljali hrano in druge potrebščine. Meščani mesta so morali držati straže pri vratih in obzidju, da bi preprečili, da bi kakršna koli pomoč prišla do Alberta. Končno je Gelderlandsko sodišče v Arnhemu , najvišje upravno in pravno sodišče v provinci, 15. avgusta 1634 odločilo , da je Albert Berški zakoniti dedič. S tem zadeva ni bila rešena, ker je 30. marca 1637 Zutphensko fevdno sodišče po zutphenskem fevdnem pravu dodelil Berško posest v Gelderlandu grofu Henriku. Poleg tega je fevdno sodišče iz Brabanta grofu Henriku dodelilo markizat Bergen op Zoom. Do tega je bil upravičen kot vdovec po sestri markize Marije Mencije, Albertove tašče in tudi zakonske tete.
Albert je moral zapustiti Bergh, in ko je stric Henrik leto kasneje umrl, sta se njegova vdova (ali druga žena) in hči Marija Elizabeta (iz prvega zakona) naselili v gradu Berghu. Konflikt bi se vlekel še leta.

### Drugi zakon
16. decembra 1641 se je Albert ponovno poročil v cerkvi sv. Gudule v Bruslju z Madeleine de Cusance, grofico Champlitte. To je oživelo hud družinski boj za lastništvo grofije Bergh in predvsem markizata Bergen op Zoom. Za to je bil delno kriv grof Henrik, stric in nekdanji skrbnik, ki je umrl leta 1638 , pa tudi tri sestre Wittemske: Marija Mencija, Margareta in Ernestina.
Marija Elizabeta, hči grofa Henrika, je postala markiza po smrti svoje sestrične in skoraj soimenjakinje Marije Elizabete Klare, Albertove prve žene. Albertu to ni bilo všeč in zaradi poroke z drugo nečakinjo prve žene je verjel, da ima prav toliko pravice do Bergen op Zoom. Njegova nečakinja Marija Elizabeta je skušala obdržati Bergh na podlagi sodbe Zutphenslega fevdnega sodišča iz leta 1637.
Pravni spori, ki so sledili, so bili dragi. Leta 1644 so bratranci spoznali, da bodo nadaljnje tožbe pripeljale do bankrota in so se dogovorili. Markizat je pripadel Mariji Elizabeti, grofija Bergh pa Albertu. Vendar pa je Bergh izselila šele leta 1650. To leto je znano tudi kot leto, ko je Albert opustil svoje zahtevke za Bergen op Zoom.
Sporazum iz leta 1644 je tudi pomenil, da se bo Albertov najstarejši sin Friderik Franc poročil z edino hčerko Marije Elizabete Henriëtto Frančiško iz njenega zakona z Eitelom Friderikom Hohenzollernskim-Hechingenskim. Na ta način bi markizat Bergen op Zoom postal posest Berških. Na žalost je ta načrt propadel, ko je Friderik Franc leta 1661 umrl pri 18 letih. Henriëtta Frančiška se je nato poročila z drugim, s čimer je markizat dokončno izginil iz dosega Berških.

## Gospodovanje na gradu
Leta 1625, v letu njegove prve poroke, je španski kralj Filip II. imenoval grofa Alberta za kapitana-poveljnika "čete", sestavljene iz petdesetih pešcev in stotih lokostrelcev. To je edini vojaški položaj, ki ga je Albert kdaj imel. Čeprav bo osemdesetletna vojna trajala do leta 1648 , Albert ni šel po stopinjah svojega očeta in stricev. Ni jasno, ali je Albert dejansko zasedal to funkcijo, in če je, kako dolgo.
Grof Albert se je do konca življenja ukvarjal z upravljanjem svojih posesti. To je večinoma počel iz svojega gradu v Boxmeerju - precej manj je bil aktiven iz gradu Bergh. S podložniki se ni zlahka razumel, kar je razvidno iz številnih arhivskih dokumentov o sporih s svetniki in župnikom v Boxmeerju. Grof Albert je na primer denar od davkov, namenjen španskemu kralju, obdržal zase. Ko so špansko podrejene čete prišle po zadržani denar, so se Albert in njegova družina zasidrali v njegovem gradu, vojakom pa so dovolili, da so oplenili Boxmeer. Svetniki in župnik so hoteli o tem obvestiti kralja, a Albert jih je dal zaradi tega strogo kaznovati. Nekateri so bili trpinčeni in zaprti, drugi so bili celo obsojeni na smrt ali izgnani. Njihovo premoženje je bilo zaplenjeno.
Druga neprijetnost je bila povezana z očimom. Njegova mati se je leta 1622 znova poročila s svojim bratrancem Michelom de Conflansom, markizom St. Rémyja. Po njeni smrti leta 1629 je imel markiz velike težave s svojim pastorkom glede delitve njene posesti.
Leta 1652 se je Albert ponovno zabarikadiral v svojem gradu, ko je vojvoda Lorenski poslal vojake v Boxmeer, da bi zahtevali denar, ki ga je dolgoval nemškemu cesarstvu. Vojvoda je verjel, da je Boxmeer pripadal Republiki Združeni Nizozemski in torej Nemškemu cesarstvu. Toda Boxmeer je bil od Münsterskega miru leta 1648 popolnoma suveren: nad gospodom Boxmeerja sta stala samo Bog in sonce. Družinske zadeve so morale torej prav tako igrati vlogo, ker je bil vojvoda Albertov svak po zakonu z Beatrix de Cusance, sestro Madeleine.
Nujni konflikti z mestnim svetom so znani tudi iz 's-Heerenberga. Poleg tega je neustrezno ravnal s prihodki od vikarij , ki naj bi bili podeljeni kot štipendije študentom reformirane teologije. Premožni sinovi, ki so prejeli župniške podpore, včasih več iz ene družine, so običajno predčasno prekinili študij, medtem pa so imeli oni in njihovi očetje dostop do denarja. Prednost za katolika Alberta je bila v tem, da je lahko pomiril vplivne reformirane Berške prelate, da ne bi imenovali preveč ostro protirimskih pridigarjev. Ko je kasneje, od leta 1635 naprej, želel uveljaviti svojo kolacijsko pravico, mu to ni več pomagalo. Reformirani kongregaciji 's-Heerenberg in Zeddam sta vztrajali pri svoji poklicni svobodi in nista dopuščali nobenega vmešavanja grofa.

## Ustanovitev samostana
Leta 1653 sta grof Albert in njegova žena ustanovila karmeličanski samostan v Boxmeerju. V križnem hodniku okoli dvorišča tega samostana je osemnajst vitražev, ki jih je večino daroval grof Albert z družino.
Vitraž, ki ga je leta 1655 podaril grof Albert, je posvečeno svetemu Jožefu (Jezusovemu očetu), svetemu Albertu Sicilskemu in svetemu Frančišku Asiškemu. Sveti Albert Sicilijanski se pojavlja tudi na vitražu, ki ga je leta 1684 podaril sin grofa Alberta Osvald.
Na vrhu je upodobljen grb grofov Berških, prekrit z markiško krono. Pod tem je ime grofa Alberta v latinščini z nizom naslovov in navedbo, da je ustanovitelj samostana. Omenjena so tudi krajevna imena, ki se ne štejejo za posest Bergha. Walhain & Champlite sta pripadala rodu njegove žene Madeleine de Cusance, medtem ko so Perruuez (Perwijs), Beersel in Brainelaleut (Eigenbrakel) pripadali rodu njegove prve tašče Marie Mencije Wittemske. Besedilo je skoraj enako tistemu na vitražih njegove žene in sina.
I LLVSTRISIMMVS P OTENTISSIMUS et E, Millingen , Gendringen , Etten & Baro Hereditarius Ducatus Geldriae & Comitatus Zutphaniae : Ordinis C ARMELITARIUM Patronus & Maecenas meritissimus Conuentus Boxmerani Fondator – Anno Domini 1655

## Otroci
V zakonu z Madeleine de Cusance se mu je rodilo pet otrok:
- Friderik Franc (1643–1661)
- Marija Klara (1644–1715)
- Ana Elizabeta (1645–1657)
- Osvald IV. (1646–1712)
- Viljem Leopold (1652–1673)

Grof Albert je v poznih letih zaradi svoje debelosti vodil sedeč način življenja. Na koncu so ga morali naokrog nositi v nosilnem sedežu. 17. julija 1656 je umrl na svojem gradu v Boxmeerju po dvanajstih dneh bolezni, star 48 let. Dva dni kasneje je bil pokopan v cerkvi Boxmeer. Njegova vdova  ga je preživela za 33 let.